# Pointe d'Antigues
La pointe d'Antigues est un cap de Guadeloupe situé à Port-Louis.

## Géographie
Le cap se situe au nord de Port-Louis, après la pointe des Mangles sur le trajet de la trace du Grand Cul-de-sac marin qui aboutit à Anse-Bertrand.
La plage de la pointe d'Antigues est prisée par les amateurs de surf.
A proximité de la pointe est une chapelle.

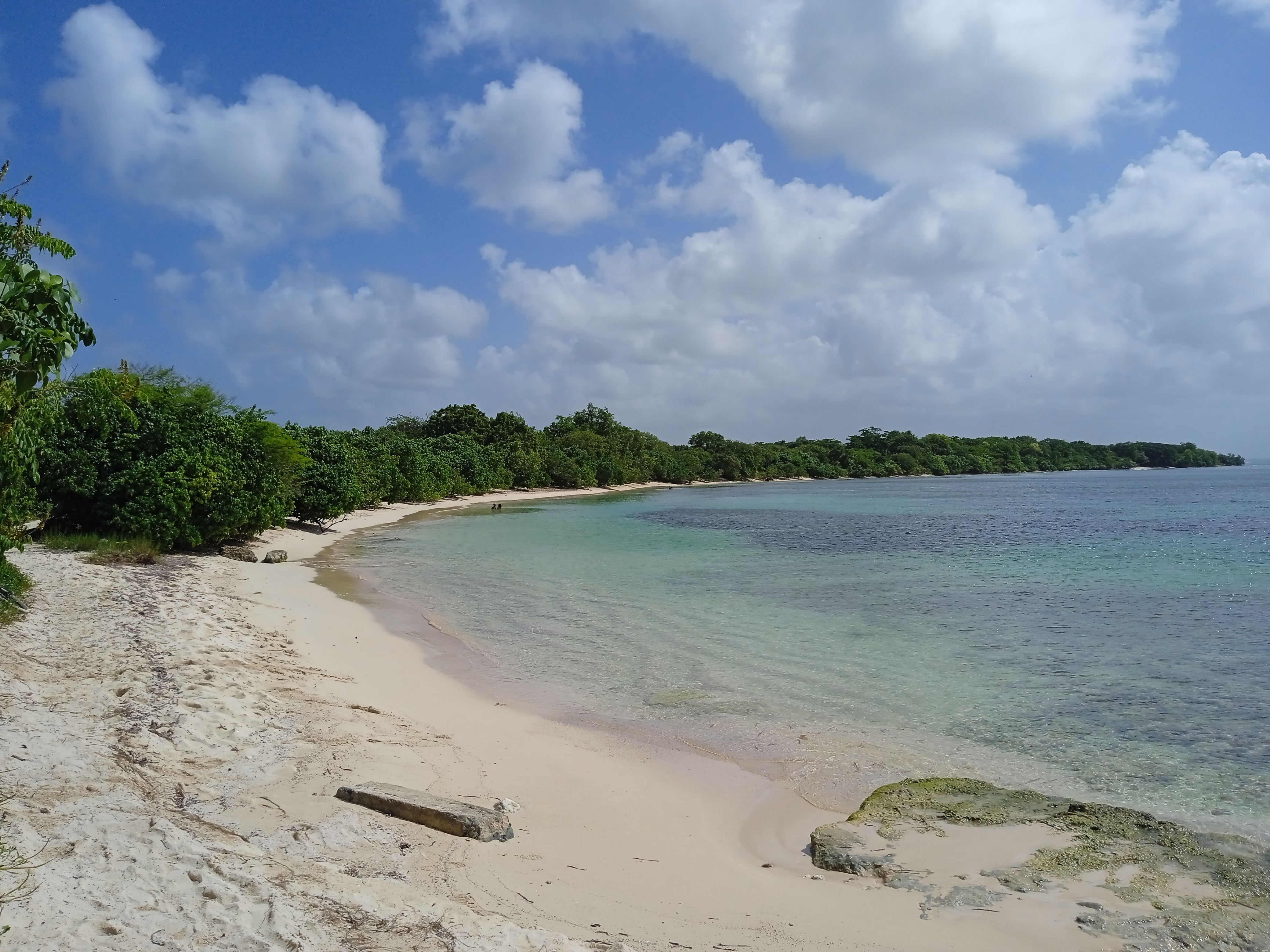
Plage de la pointe d'Antigues.
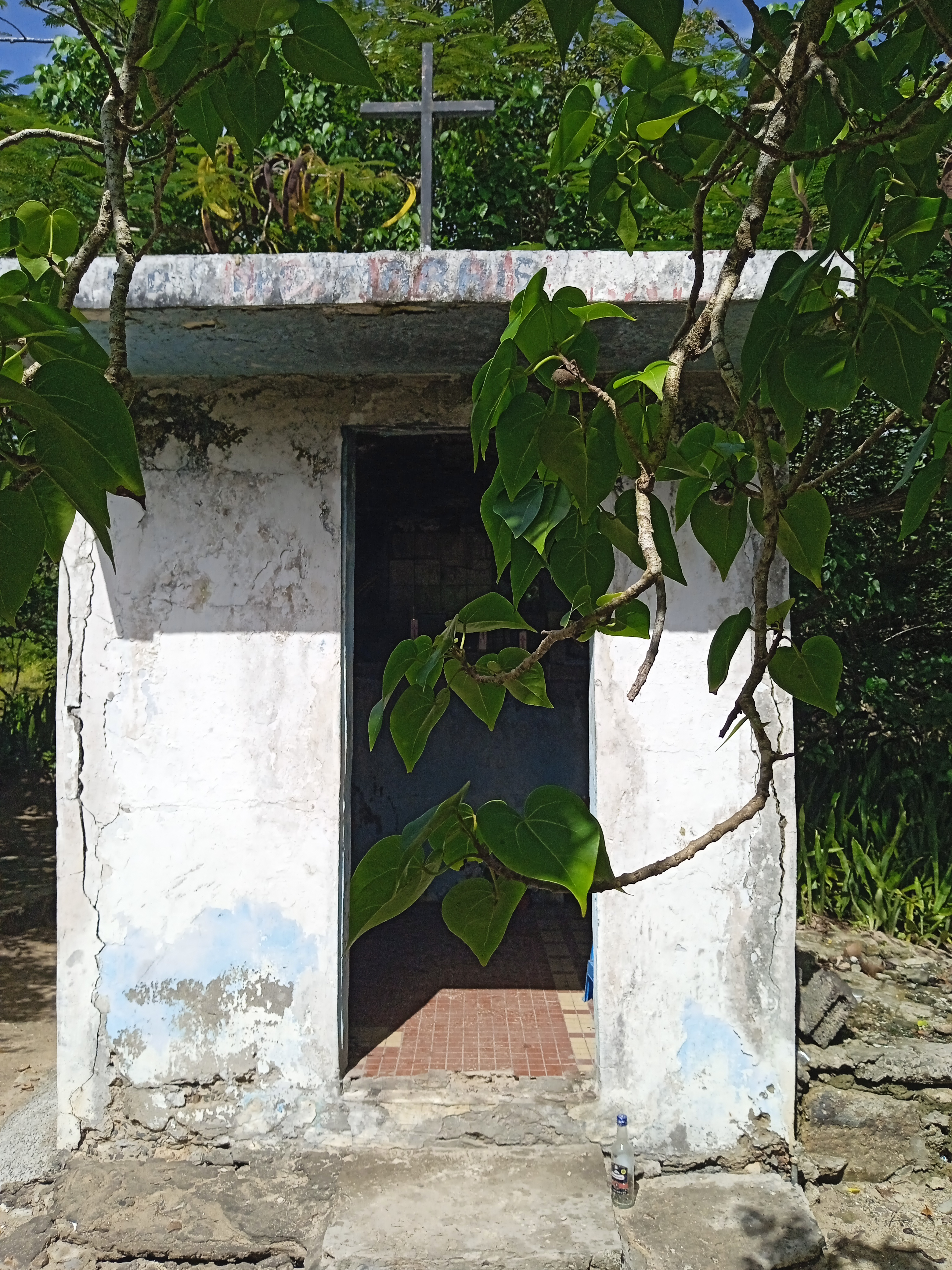
Chapelle de la pointe d'Antigues.
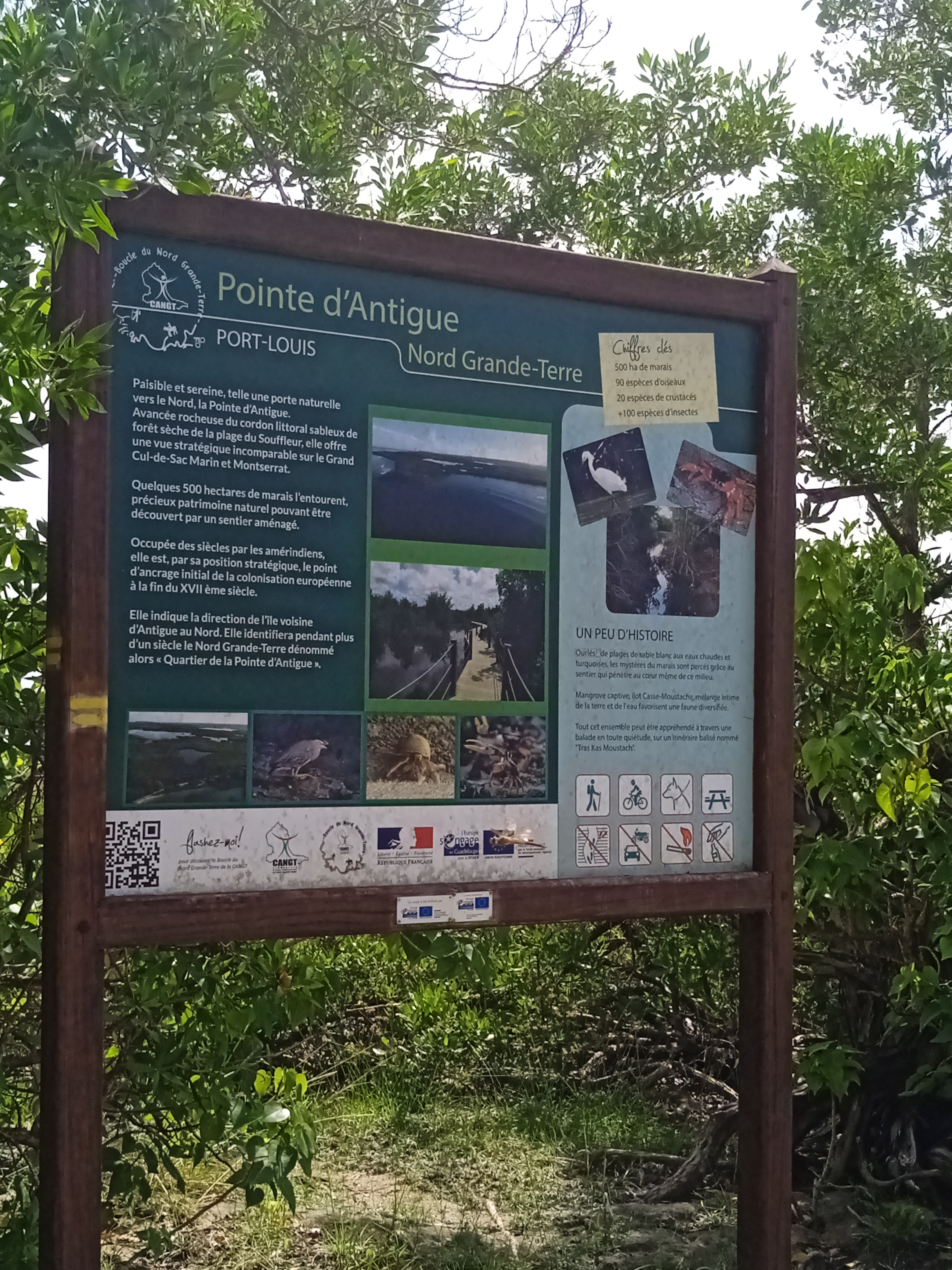
Panneau d'informations historiques de la pointe d'Antigues.
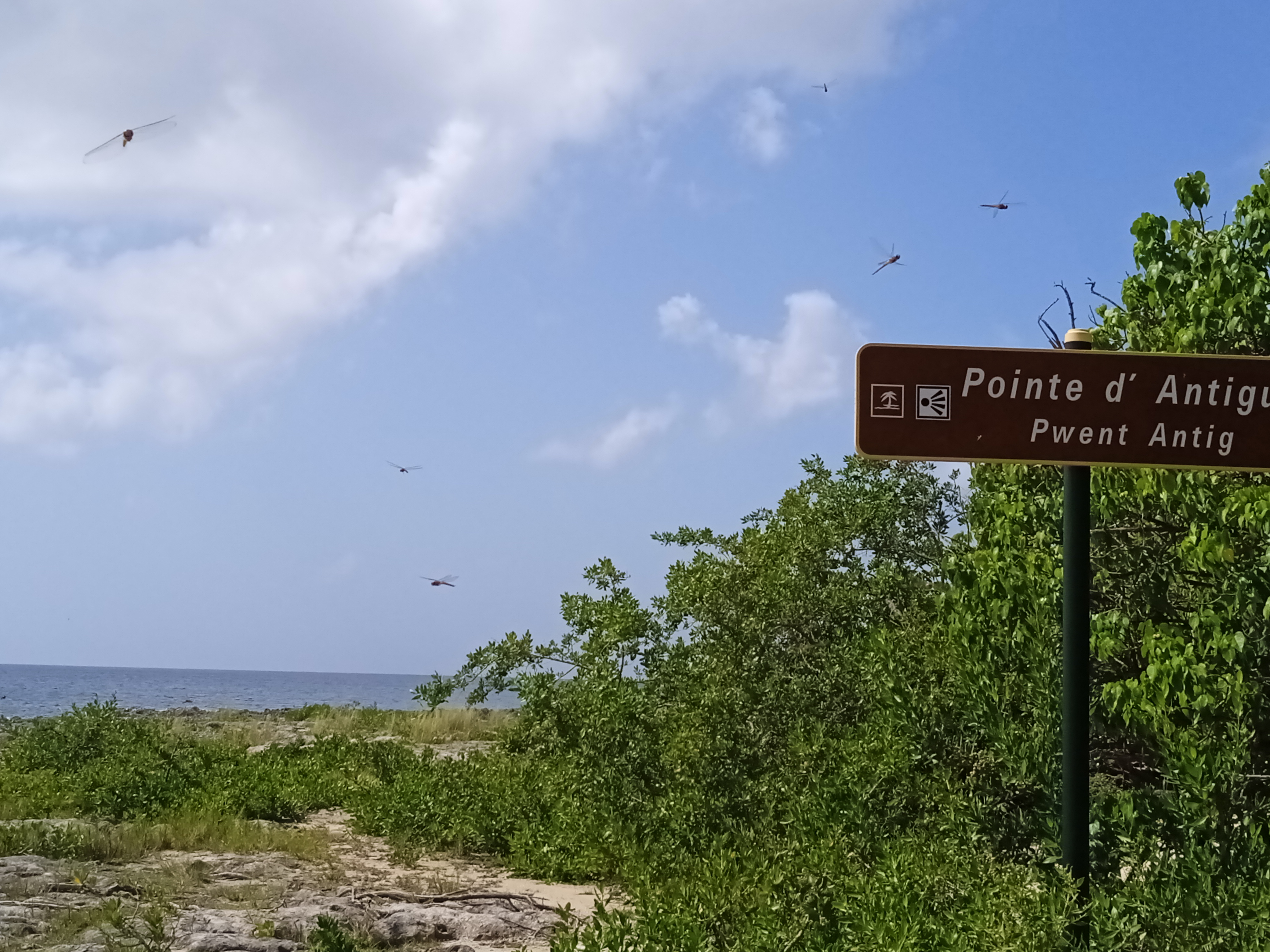
Nuée de libellules à la pointe d'Antigues.
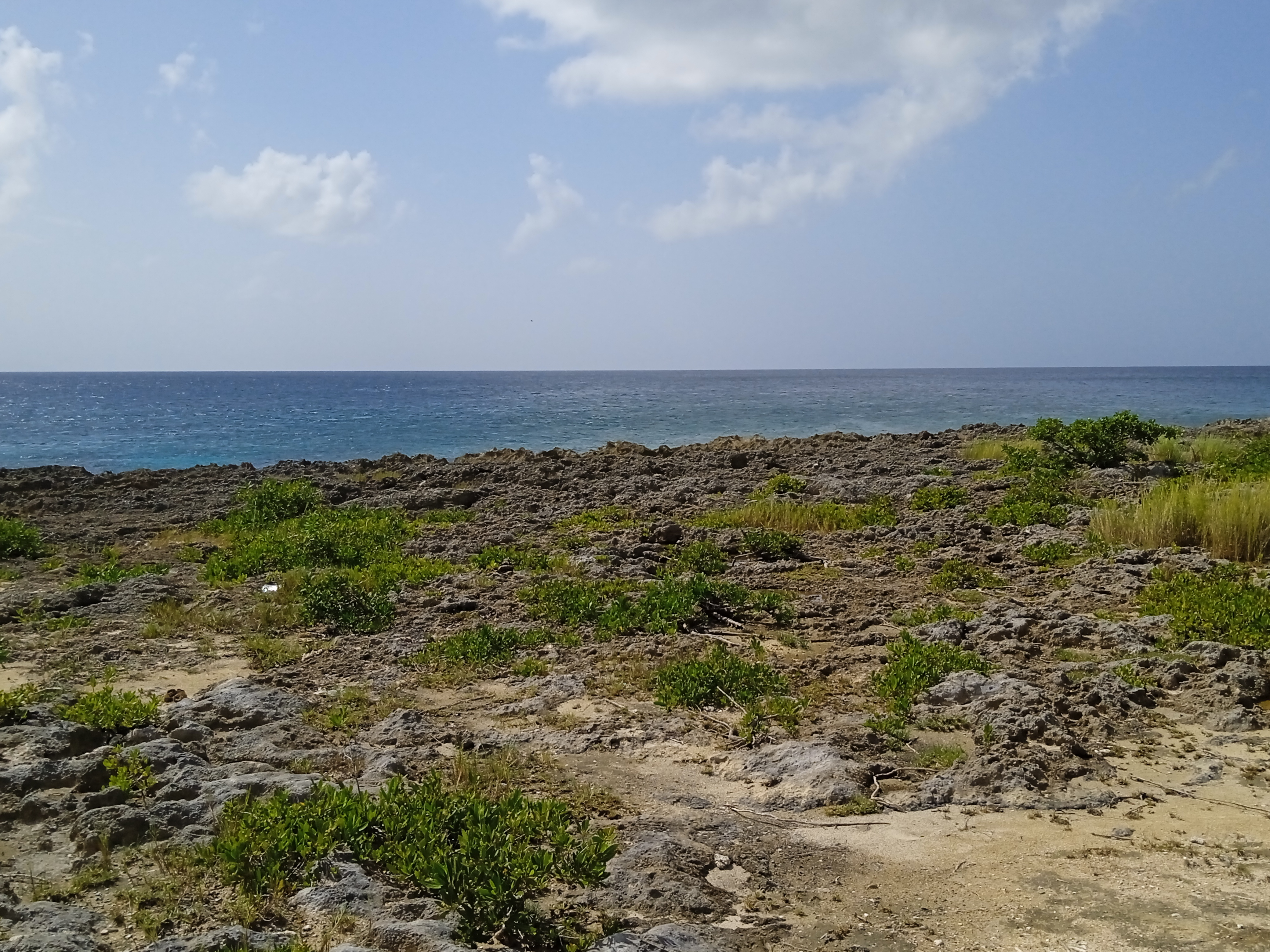
Paysage de la pointe d'Antigues.

## Histoire
La pointe est occupée par les Amérindiens. Elle est au XVIIIe siècle le point d'ancrage de la colonisation européenne de la Guadeloupe.
Pointe d'Antigues est l'ancien nom de la commune de Port-Louis.
Géographiquement le Grand Cul-de-sac marin s'étend de la pointe d'Antigues à Tête à l'Anglais.